# Winden no Vale do Elz
Winden no Vale do Elz (em alemão:  Winden im Elztal) é um município da Alemanha. Situa-se no distrito de Emmendingen, na região administrativa de Friburgo, estado de Baden-Württemberg.

## Localização
A comunidade de Winden, com seus dois distritos do Baixa Winden (Niederwinden) e Alta Winden (Oberwinden) está localizada a cerca de 25 km ao nordeste de Friburgo na Brisgóvia, em um vale no meio da Floresta Negra. Winden está situada aos pés do Hörnleberg entre Gutach na Brisgóvia e Elzach, no vale do rio Elz. As comunidades vizinhas de Winden são Elzach a norte e a leste, Simonswald a sudeste e Gutach na Brisgóvia a oeste.
1. ↑  «Bevölkerung und Erwerbstätigkeit 2011» (PDF) (em alemão). Statistisches Landesamt Baden-Württemberg. Consultado em 31 de outubro de 2012. Arquivado do original (PDF) em 17 de outubro de 2012